# Weimarer Bildhauerschule
Die Weimarer Bildhauerschule war ein Ausbildungsinstitut für Bildhauer in Weimar.

## Geschichte
Die Weimarer Bildhauerschule wurde am 1. November 1905 von Großherzog Wilhelm Ernst im sogenannten „Kunstgewerbeschulbau“, damals Kunstschulstraße 7, zum Zweck der Ausbildung von Bildhauern und Bildhauerinnen gegründet. Bis 1910 stand sie unter der Leitung des Bildhauers Adolf Brütt (1855–1939). Ein in den Jahren 1905/06 südlich angebauter zweiter Gebäudeflügel für die Großherzoglich-Sächsische Kunstgewerbeschule Weimar unter der Leitung von Henry van de Velde (1863–1957) konnte erst am 1. April 1908 eröffnet werden.
Die Weimarer Bildhauerschule für Bildhauer und Bildhauerinnen (damals einzige staatliche Ausbildungsstätte im Deutschen Reich) war ein Teilvorhaben des Projektes, gegenüber der Berliner Kunstpolitik der Moderne der Sezessionen einen Ort zu geben (Neues Weimar). Hier wurde in gewissem Sinne wiederaufgegriffen, was Reinhold Begas in der Gründungsphase der Großherzoglichen Kunstschule Weimar nach 1860 hätte leisten sollen, nämlich die Idee des von Asmus Carstens eingebrachten Räumlich-Plastischen wachzuhalten.
Als zunächst eigenständiges Lehr- und Werkstattgebäude enthielt die „Bildhauerschule“ neben dem Hauptatelier, in dem unter anderem Brütts Theodor-Mommsen-Denkmal für Berlin entstand, vier Meisterschülerateliers, eine Bildgießerei unter Leitung des Gießermeisters Emil Schmidt sowie eine Modellierwerkstatt mit einem keramischen Brennofen.
Einige der hier entstandenen Schülerarbeiten wurden von den Schwarzburger Werkstätten für Porzellankunst vervielfältigt, für die neben Brütt und seinen Schülern Wolfgang Schwartzkopff, Franziska von Seeger und Bernhard Sopher auch Ernst Barlach und Gerhard Marcks Modelle lieferten. Bildhauerschule und Kunstgewerbeschule wirkten zusammen und verfügten gemeinsam über einen Ziseleur, den Werkmeister Egon Dinkloh.

„Die jungen Bildhauer sollen nicht nur in Ton modellieren lernen, sie sollen auch mit dem eigentlichen Material und der Ausführung vertraut werden. Aus einem dazu vorhandenen Fonds soll Stein angeschafft werden und gelungenen Entwürfe sollen dann in dem Material ausgeführt werden. Die Schaffenslust wird dadurch bedeutend gesteigert, zumal Arbeiten mit schönen künstlerischen Qualitäten - wenn auch nur in Sandstein - im Weimarer Park aufgestellt werden sollen.“

1910 übernahm Gottlieb Elster die Bildhauerschule, die mit ihrer jetzt von Gießermeister Friedrich Köhler geführten Bronzegießerei bis zum Beginn des Ersten Weltkriegs bestand.
Die Bildhauerausbildung wurde im Rahmen der institutionellen Weiterentwicklung der Weimarer Künstlerausbildung weitergeführt, unter anderem von Richard Engelmann und Gerhard Marcks.
Im Jahr 1919 wurde die Bildhauerschule in das Bauhaus integriert. Das Ende des Bauhauses in Weimar und dessen Umzug nach Dessau im Jahr 1925 bedeutete gleichzeitig auch das Ende der Weimarer Bildhauerschule.

## Werke der Weimarer Bildhauerschule
- Sitzbild Theodor Mommsen vor der Humboldt-Universität zu Berlin